# Song for Bob Dylan
Song for Bob Dylan is een nummer van de Britse muzikant David Bowie, uitgebracht als de negende track op zijn album Hunky Dory uit 1971. Het nummer parodieert Bob Dylans nummer "Song to Woody", een hommage aan Woody Guthrie, te vinden op Dylans eerste album Bob Dylan uit 1962. Dylan opende zijn nummer met de zin "Hey, hey, Woody Guthrie, I wrote you a song", terwijl Bowie zijn nummer opende met Dylans geboortenaam in de regel "Hear this, Robert Zimmerman, I wrote a song for you". Ook beschrijft Bowie hoe Dylans stem klinkt "als zand en lijm", wat verwijst naar hoe Joyce Carol Oates zijn stem beschreef toen zij die voor het eerst hoorde.

## Achtergrond
Bowie speelde het nummer voor het eerst tijdens een sessie voor de BBC op 3 juni 1971, met zijn jeugdvriend en voormalige bandgenoot uit The King Bees, George Underwood, als zanger. Bowie introduceerde het nummer als "Song for Bob Dylan - Here She Comes".
Het nummer werd voor het eerst opgenomen op 8 juni 1971 tijdens de sessies voor Hunky Dory, ditmaal met Bowie als zanger en met "Song for Bob Dylan" een ietwat gewijzigde titel. Tijdens de opnamesessies werden meerdere takes van het nummer geweigerd en de uiteindelijke versie werd opgenomen op 6 augustus.
Toen hem gevraagd werd naar het nummer ten tijde van het uitbrengen van Hunky Dory zei Bowie "Dit is hoe sommigen BD zien". In 1976 onthulde hij zijn echte intentie voor het nummer in een interview met Melody Maker: "Er is zelfs een nummer - "Song for Bob Dylan" - dat opmaakte wat ik wilde doen in rock. Het was in die periode dat ik zei, 'oké [Dylan], als jij het niet wilt doen, doe ik het.' Ik zag die leegte van het leiderschap. Alhoewel het nummer niet een van de belangrijkste is op het album, representeerde het voor mij waar het album over ging. Als er niemand was die rock-'n-roll wou gaan gebruiken, zou ik het doen."

## Muzikanten
- David Bowie: zang, akoestische gitaar
- Mick Ronson: elektrische gitaar, achtergrondzang
- Trevor Bolder: basgitaar
- Mick "Woody" Woodmansey: drums
- Rick Wakeman: piano